# Roodkruinmierpitta
De roodkruinmierpitta (Pittasoma rufopileatum) is een zangvogel uit de familie Conopophagidae (muggeneters).

## Verspreiding en leefgebied
Deze soort komt voor in Colombia en Ecuador en telt drie ondersoorten:
- P. r. rosenbergi: westelijk Colombia.
- P. r. harterti: zuidwestelijk Colombia.
- P. r. rufopileatum: noordwestelijk Ecuador.

## Status
De grootte van de populatie is niet gekwantificeerd maar de soort wordt omschreven als zeldzaam tot vrij algemeen. Op de Rode lijst van de IUCN heeft deze soort de status niet bedreigd.